# Natalia Gutman
Natalia Gutman ((em russo:  Наталья Григорьевна Гутман) (Cazã, 14 de novembro de 1942) é uma violoncelista russa. Começou a estudar violoncelo em Moscovo com R. Sapozhnikov. Entrou no Conservatório de Moscovo, estudando com Galina Kozolupova e outros. Mais tarde estudou com Mstislav Rostropovich.
Distinguida em competições internacionais de prestígio, fez turnés pela Europa, América e Ásia, sendo convidada como solista por grandes maestros e orquestras. Num notável recital foi acompanhada por Sviatoslav Richter na Sonata para Violoncelo de Chopin. Muito atenta à música do século XX, tocou regularmente obras de compositores contemporâneos. Gravou o Concerto para Violoncelo de Shostakovich para a  RCA records e o Concerto para violoncelo de Dvořák com  Wolfgang Sawallisch a dirigir a Philadelphia Orchestra para a EMI Records.
Grande promotora de música de câmara e música contemporânea, fundou o Musikfest Kreuth com o seu marido Oleg Kagan, em 1990. Coninuou a liderar o festival em memóriua de Kagan, que faleceu em 1990.
Foi considerada Artista do Povo da URSS.